# Aaron Cook
Pour les articles homonymes, voir Aaron Cook (homme politique) et Cook.
Aaron Lane Cook (né le 8 février 1979 à Fort Campbell, Kentucky, États-Unis), est un lanceur droitier des Ligues majeures de baseball.
De 2002 à 2011, il s'aligne avec les Rockies du Colorado, qu'il représente en 2008 au match des étoiles. Il est le lanceur comptant le plus de victoires dans l'histoire de la franchise des Rockies.

## Biographie

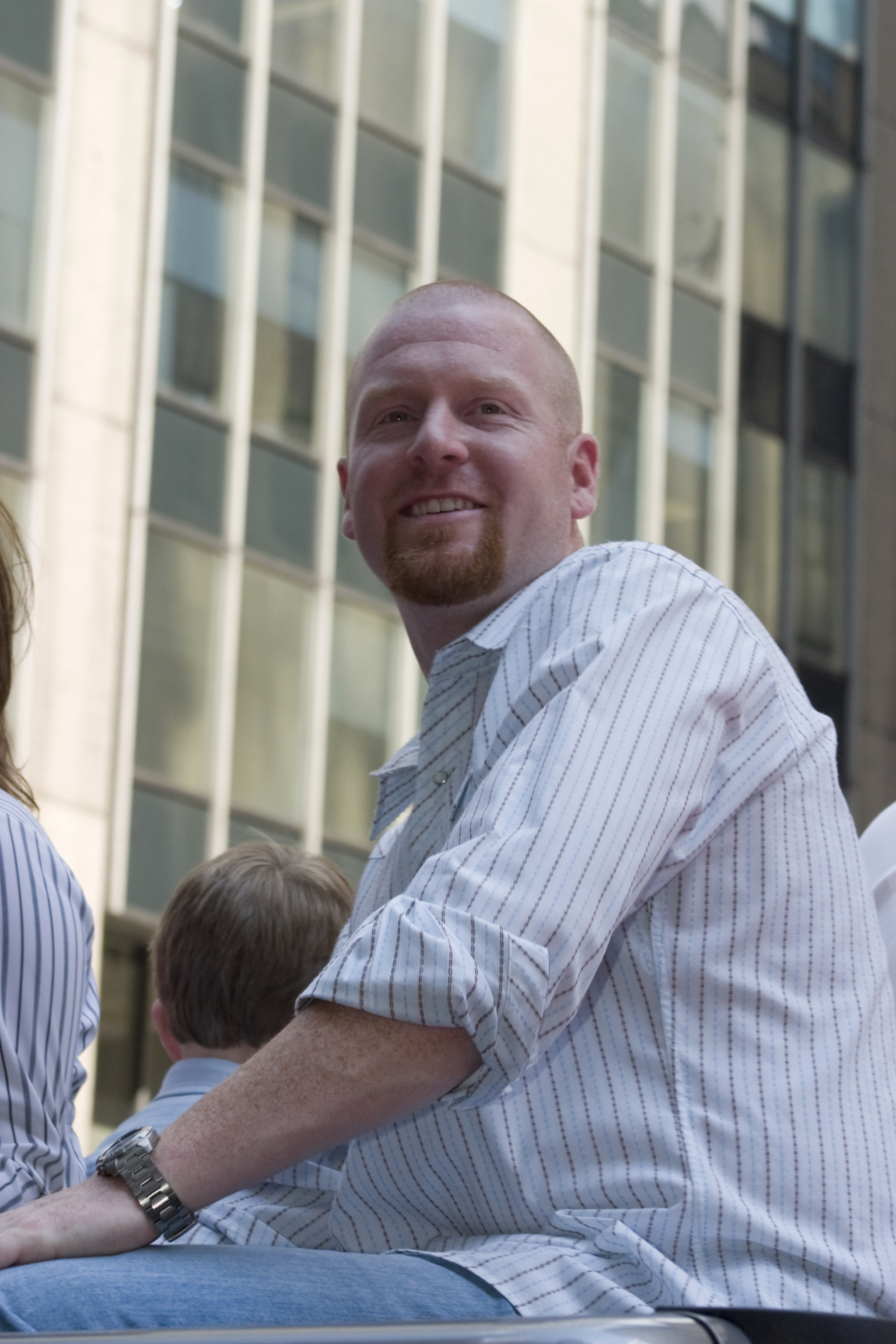
Aaron Cook en 2008.

Après des études secondaires à l'Hamilton High School d'Hamilton (Ohio), Aaron Cook est drafté le 3 juin 1997 par les Rockies du Colorado au deuxième tour de sélection. 
Il passe cinq saisons en Ligues mineures avant d'effectuer ses débuts en Ligue majeure le 10 août 2002. Souffrant de problèmes de santé, il manque la fin de la saison 2004 et la première moitié de la saison 2005.
À l'issue de la saison 2007, Cook prolonge son contrat chez les Rockies en s'engageant jusqu'en 2011 contre 30 millions de dollars, plus une option à 11 millions de dollars pour 2012. En 2008, il est sélectionné pour la première fois pour le Match des étoiles dans l'équipe de la Ligue nationale. Il reste sur le monticule pendant trois manches et n'accorde aucun point.
Après une décevante saison 2011 où sa moyenne de points mérités s'élève à 6,03 en 97 manches lancées, les Rockies refusent d'exercer leur option de 11 millions de dollars pour la saison 2012 et Cook devient agent libre. En janvier 2012, il accepte le contrat des ligues mineures proposé par les Red Sox de Boston. Cook effectue 18 départs pour les Sox en 2012 mais sa moyenne s'élève à 5,65 en 94 manches lancées. Il ne remporte que quatre victoires contre onze défaites.
Le 16 janvier 2013, Cook signe un contrat des ligues mineures avec les Phillies de Philadelphie. Les Phillies le libèrent de son contrat le 26 mars, à la fin de l'entraînement de printemps. Le 28 mars, il signe un contrat avec son ancienne équipe, les Rockies.

## Statistiques
En saison régulière
| Statistiques de lanceur |          |     |     |    |     |    |    |    |        |     |      |
| Saison                  | Équipe   | G   | GS  | CG | SHO | V  | D  | SV | IP     | SO  | ERA  |
| 2002                    | Colorado | 9   | 5   | 0  | 0   | 2  | 1  | 0  | 35.2   | 14  | 4,54 |
| 2003                    | Colorado | 43  | 16  | 1  | 0   | 4  | 6  | 0  | 124.0  | 43  | 6,02 |
| 2004                    | Colorado | 16  | 16  | 1  | 0   | 6  | 4  | 0  | 96.2   | 40  | 4,28 |
| 2005                    | Colorado | 13  | 13  | 2  | 0   | 7  | 2  | 0  | 83.1   | 24  | 3,67 |
| 2006                    | Colorado | 32  | 32  | 0  | 0   | 9  | 15 | 0  | 212.2  | 92  | 4,23 |
| 2007                    | Colorado | 25  | 25  | 2  | 0   | 8  | 7  | 0  | 166.0  | 61  | 4,12 |
| 2008                    | Colorado | 32  | 32  | 2  | 1   | 16 | 9  | 0  | 211.1  | 96  | 3?96 |
| 2009                    | Colorado | 27  | 27  | 1  | 1   | 11 | 6  | 0  | 158.0  | 78  | 4,16 |
| Totaux                  |          | 197 | 166 | 9  | 0   | 63 | 50 | 2  | 1087.2 | 448 | 4,33 |

En séries éliminatoires
| Statistiques de lanceur |          |   |    |    |     |   |   |    |      |    |      |
| Saison                  | Équipe   | G | GS | CG | SHO | V | D | SV | IP   | SO | ERA  |
| 2007                    | Colorado | 1 | 1  | 0  | 0   | 0 | 1 | 0  | 6.0  | 2  | 4,50 |
| 2009                    | Colorado | 1 | 1  | 0  | 0   | 1 | 0 | 0  | 5.0  | 4  | 5,40 |
| Totaux                  |          | 2 | 2  | 0  | 0   | 0 | 0 | 0  | 11.0 | 6  | 4,91 |

Note: G = Matches joués ; GS = Matches comme lanceur partant ; CG = Matches complets ; SHO = Blanchissages ; 
V = Victoires ; D = Défaites ; SV = Sauvetages ; IP = Manches lancées ; SO = retraits sur des prises ; ERA = Moyenne de points mérités.